# Взвешенная контекстно-свободная грамматика
Взвешенная контекстно-свободная грамматика (ВКС-грамматика) — это контекстно-свободная грамматика, у которой каждому правилу вывода соответствует числовой вес. Вес дерева разбора для ВКС-грамматики равен сумме весов правила, применённого для получения корневого узла и весов его поддеревьев. Особым случаем ВКС-грамматик являются стохастические контекстно-свободные грамматики, в которых весами являются вероятности (или их логарифмы).
Расширенная версия алгоритма Кока — Янгера — Касами может быть использована для нахождения наиболее «лёгкого» (с наименьшим весом) разбора строки для данной ВКС-грамматики.